# Crucoli

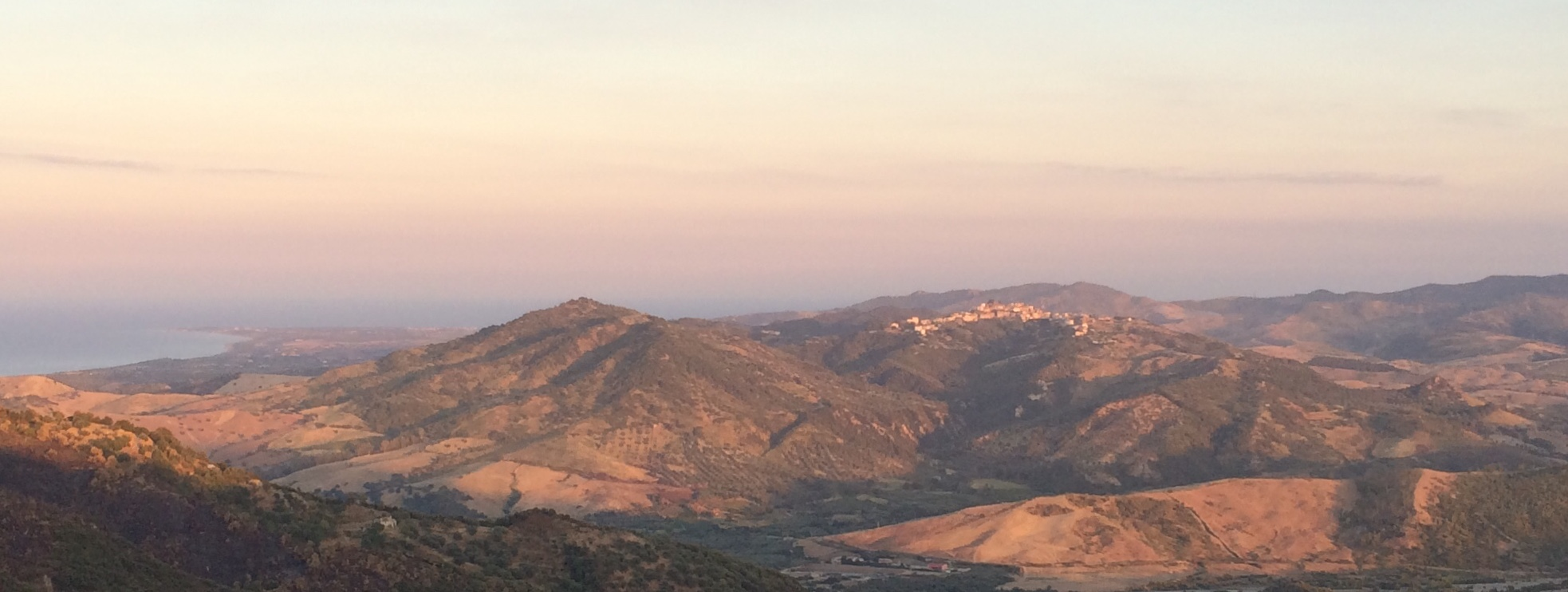
Obec Crucoli, pohled z dálky

Crucoli (výslovnost [ˈkrukoli], latinsky Ocruculum, tj. malá hora) je italská obec, nacházející se v regionu Kalábrie, v provincii Crotone. V obci žije přibližně 2 800 obyvatel, většina z nich v přímořské části Torretta di Crucoli.
V minulosti byla lokalita známá řemeslnými činnostmi, včetně textilní výroby s charakteristickými vzory a výrobou proutěných košů.

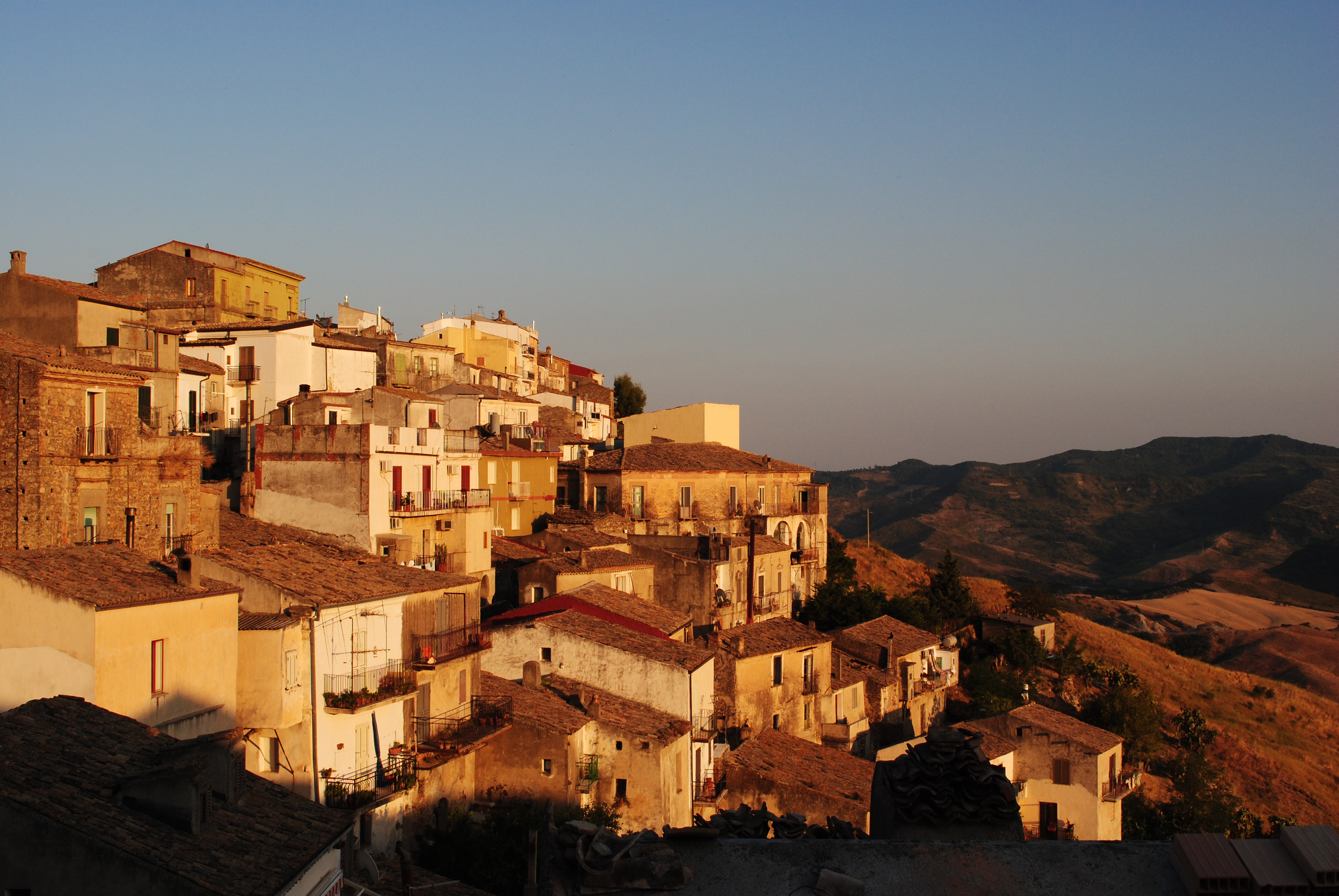
Panoramatický pohled na obec Crucoli

Dnes je známá především jako starobylá vesnice a přímořské letovisko, a také díky produkci potravin a vína.

## Historie
Stejně jako téměř všechna centra na jónském pobřeží Kalábrie bylo Crucoli původně osídleno původním obyvatelstvem italického původu (několik nálezů z lokality Cozzo del Lampo pochází z doby bronzové); již v archaickém období (7. století př. n. l.) bylo ovlivněno přítomností osadníků z antického Řecka. Vzhledem k nepříliš rozsáhlým nálezům se však jednalo o velmi omezené populace.
Potok Fiumenica, řeckými kolonisty původně pojmenovaný Hylia, představoval severní hranici území Krotonitidů pod vládou Krotónu do roku 510 př. n. l., tj. jižní hranici území Sybarisu až do jeho zničení. Kdysi se věřilo, že se u řeky Niky odehrála závěrečná bitva mezi Krotónem a Sybarisem, která skončila vítězstvím Krotónu (Níké je řecká bohyně vítězství, odtud název řeky); tato informace je nesprávná, protože bitva se odehrála na řece Traente (Trionto).
V helénistickém období (4. – 3. století př. n. l.) byly nejvnitřnější oblasti zasaženy příchodem Bretonců, kteří zde byli přítomni zejména v opevněných centrech nacházejících se na linii mezi Pruìia di Terravecchia (poblíž Fiumenicà), Muraglie a Cerasello di Pietrapaola a Castiglione di Paludi. Tato centra představovala systém územního panství kantonálního typu, členěný do opevněných míst, která byla vizuálně propojena, nacházela se na izolovaných přirozeně chráněných výšinách a v blízkosti vodních toků. V Crucoli bylo také doloženo bretonské venkovské osídlení, zjištěné především na základě pohřebních nálezů.

Katastr obce Crucoli na mapě provincie Crotone

### Původ názvu
Titus Livius uvádí existenci osady Ocricolum jako jedné ze sedmi ignobiles populi, tj. osad nevýznamné velikosti, obsazených Bretonci, v době druhé punské války, ale není jisté, zda toto místo odpovídá, i když přítomnost bretonského obyvatelstva na tomto území mezi 4. a 2. stoletím př. n. l. je jistá.
Toponymum Crucoli se v různých podobách objevuje v dokumentech a starověkých středověkých textech: Cruccoli, Cruculi, Cruculo, Cruculu, Curuculum, Curuculi, Curuculo, Carciculum, Charocolum, Carachulum, Carunculum, Cuculum, Charocalum , Coraculum, Cruculum; taková variabilita je zřejmě způsobena chybami v přepisu notábly a diplomaty – zpravidla cizinci – ve službách Neapolského království. Nejstarším dokladem je veřejná listina z roku 1257, v níž je zmíněn pán Riccardus de Tarsia a prokurátor Iohannes de Manuele z "Terre Curucoli et Campane". Curuculi je až do počátku novověku nejběžnější podoba místního jména.
O počátcích historického centra Crucoli v raném středověku – za Byzantské říše nebo za Normanů – neexistují žádné jisté historické prameny ani vypovídající archeologické nálezy.
Po zničení a opuštění Paterna se část obyvatel pravděpodobně uchýlila na výše položené kopce, nejprve do lokality Silipetto, na půli cesty mezi historickým centrem a vesnicí Torretta, kde byla nalezena protobyzantská nekropole ze 7. století. V pozdějších staletích se pak obyvatelstvo přesunulo dále do vnitrozemí na kopec, kde stojí dnešní osada. Toto místo je z pobřeží obtížně přístupné, sotva viditelné z moře a z lodí útočníků, s přirozenou obranou tvořenou velkými svislými pískovcovými stěnami a se snadno přístupnými obdělávatelnými plochami a vodními zdroji. V jižní Itálii se po 9. století rýsoval nový vzorec lidských sídel, který se složitými proměnami stal moderním, a zasáhl téměř všechna sídla. Většina z nich vznikla postupným spontánním shromažďováním lidí a činností na určitých místech území, která byla lépe chráněna, nebo se nacházela na křižovatce komunikačních cest či v blízkosti nejsnáze obdělávaných oblastí.
V raném středověku postavili Normané v blízkosti dnešní čtvrti Motta pravděpodobně hrad Motta castrale. Jednalo se o typ opevněné stavby, který se v 11. a 12. století rychle rozšířil po Evropě, zejména v Kalábrii; tato stavba byla proveditelná i s omezenými prostředky, které měla drobná šlechta k dispozici, a byla významná v historicko-geografickém kontextu, který se vyznačoval slabostí centrální moci a územní roztříštěností. Na tomto prvním normanském opevnění byl postaven hrad, z něhož se vyvinulo město Crucoli.
Historik Pericle Maone ve své knize "Dominátoři a dominovaní v dějinách Crucoli" ve snaze identifikovat počátky města na základě historických listinných pramenů vyslovil hypotézu, že k zahušťování osídleného centra docházelo kolem mnichy založeného kostela Svatého Spasitele z Monte Tabor.

### Středověk a novověk

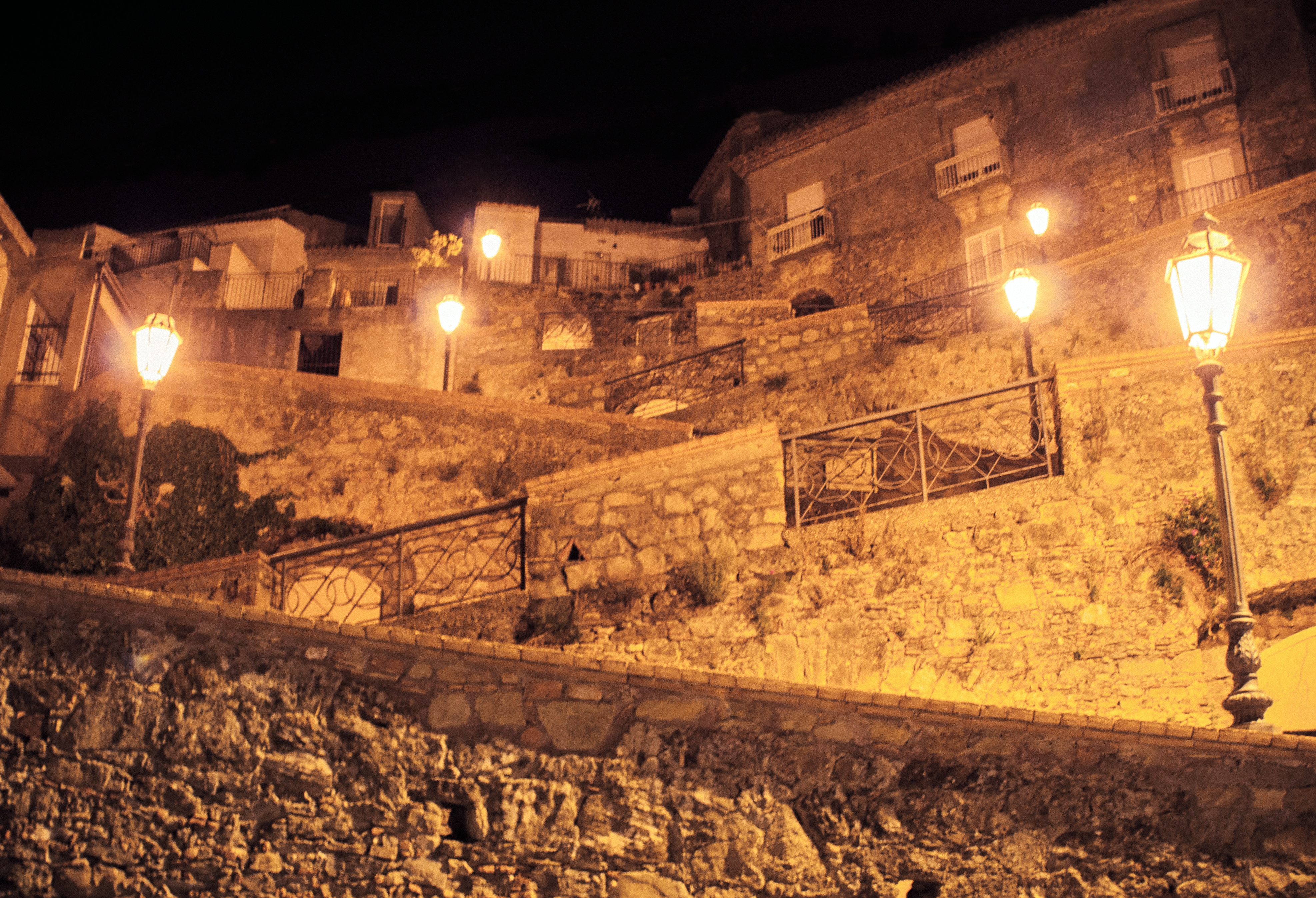
Noční panoráma Crucoli

V historické etapě, která následovala po dobytí Kalábrie Normany, byl v Kalábrii zaveden feudalismus. První feudální etapa Crucoli v období normanské a anjouovské nadvlády, kterou rekonstruoval historik Pericles Maone, má více hypotéz a dohadů než jistých faktů (více jistot lze nalézt v "Regesti", anjouovských rejstřících). Když Karel I. z Anjou usedl na trůn Neapolského království a musel odměnit věrné rytíře, kteří ho následovali v jeho počínání, začal přidělovat města a městečka pod svou vládou jako léna. Určitá stopa po takovýchto přídělech je od roku 1269 v anjouovských rejstřících. Území léna Crucoli se shodovalo se současnou hranicí městského území a nikdy nebylo sloučeno s jinými sousedními statky, i když mnozí feudálové vlastnili ve skutečnosti několik lén, téměř vždy vzdálených od Crucoli.
Crucoli bylo až do příchodu rodu Amalfitano baronstvím, tedy nejnižším stupněm feudální hierarchie. V roce 1649 udělil španělský král Filip IV. za jeho zásluhy titul markýze nad krajem Crucoli Diegu Amalfitanovi pro něj a jeho dědice. Koncese byla ve skutečnosti větší poctou než založení velkého markrabství. Markýz Amalfitani vlastnil léno Crucoli až do rozvratu feudality (1806).
Giacomo Battista, poslední z rodu Anjou, který vlastnil Crucoli, získal knížecí titul nad zemí Crucoli na základě privilegia ze 14. května 1635; privilegium přišlo pozdě, protože ji již v roce 1631 prodal Amalfitům. Aby si však mohl titul ponechat, bylo mu dovoleno přejmenovat San Giacomo, jednu ze svých vesnic v Terra d'Otranto, na Crucoli; od té chvíle se šlechtický titul knížete z Crucoli potuloval po Neapolském království a neměl již žádnou spojitost s městem, z něhož vzešel.

## Geografie
Území Crucoli má rozlohu 50,43 km² a je převážně kopcovité s výjimkou rovinatého pobřežního pásu; dosahuje maximální výšky 489 m n. m. na hoře Monte Lelo, jejíž vrchol odděluje území obcí Crucoli, Umbriatico v provincii Crotone a Scala Coeli v provincii Cosenza.
Obydlené centrum Crucoli se nachází v nadmořské výšce přibližně 368 m, zatímco vesnice Torretta leží podél železniční trati, státní silnice 106 Jonica a sousední pláže.
Pobřežní pás s pláží dlouhou asi 7 km je většinou rovinatý, s hloubkou, která se směrem na sever rozšiřuje v blízkosti ústí řeky Nicà, která tvoří hranici obce a zároveň hranici provincie Crotone (do níž Crucoli patří) a provincie Cosenza.
Nejvýznamnějším vodním tokem, který ovlivňuje území obce, je řeka Nicà a potok Cappellieri, který ji ohraničuje na jihu; pobřežním pásem protéká také řada kanálů.
Bosco di Gatta je přírodní zalesněná oblast o rozloze asi 100 hektarů, která se vyznačuje typickou středomořskou křovinatou vegetací: divokými olivovníky, duby, keři, jako je cistus, lentišek a jalovec. V lese, který se rozkládá v kopcovité oblasti v nadmořské výšce 180 až 300 metrů, se vyskytují savci jako divoká prasata, lišky, jezevci, ježci, plazi jako želvy, ještěrky a zmije, a ptáci jako sovy, puštíci, sýčci a drozdi.

## Kultura

### Kuchyně
Crucoli je město typické přípravou pokrmu zvaného sardella. Právě zde se podle starobylé tradice připravuje tato typická specialita, která využívá kombinaci přírodních ingrediencí: sardinek, soli, mletého chilli a divokého fenyklu. Po ručním zpracování se musí několik měsíců skladovat na nevlhkém místě chráněném před světlem. Každoročně druhou neděli v srpnu se v centru starého města koná festival Sagra della Sardella, který byl založen v roce 1972.
Dalšími typickými pokrmy crucolské gastronomie jsou pipi e patati, maccarruni a' ferretti, crispeddri (neboli smažené pitti) a crustuli. Tyto pokrmy ve velké míře obsahují zemědělské plodiny, brambory, papriku, popřípadě cibuli.

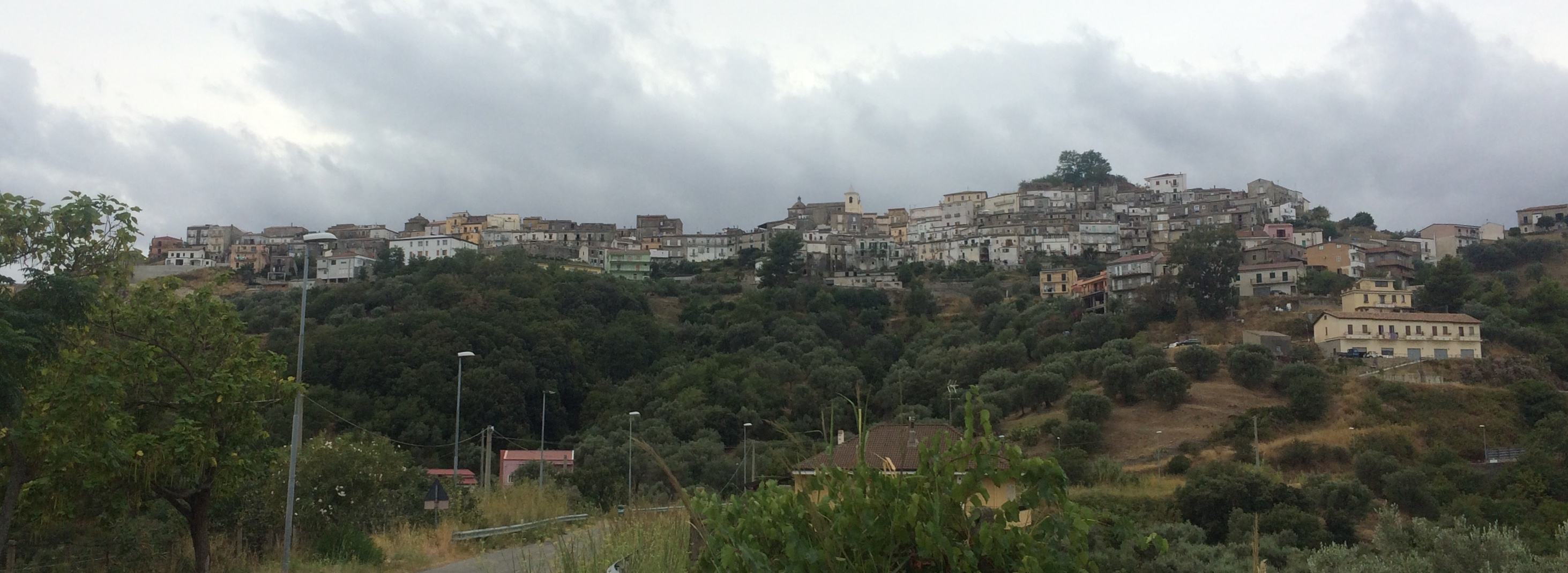
Pohled na vesnici

Obec Crucoli se nachází ve známé vinařské oblasti Ciro'.

### Dialekt
Místní dialekt je bohatý na různé vlivy (řecké, latinské, arabské, francouzské, španělské), stejně jako všechny varianty kalábrijského dialektu, a zejména centrální kalábrijský dialekt, v diatopické dimenzi dialektu oblasti Crotone. Nejznámější písemné formy lze nalézt v textech Emanuele Di Bartola, básníka narozeného 25. března 1901 v Crucoli, a v novějších textech Giuseppe Barberia.

## Pamětihodnosti

### Markýzův hrad
Město Crucoli vzniklo ve středověku jako opevněná oblast, ohraničená hradbami, útesy a branami. V centru zástavby, na ostrohu dominujícím městu, byla postavena čtvercová věž, která byla později rozšířena na hrad, nejprve sídlo baronů a poté markýzů. Po rozvratu feudalismu (1806) byl hrad opuštěn a dnes o jeho existenci svědčí pouze mohutné hradby a kruhové věže.

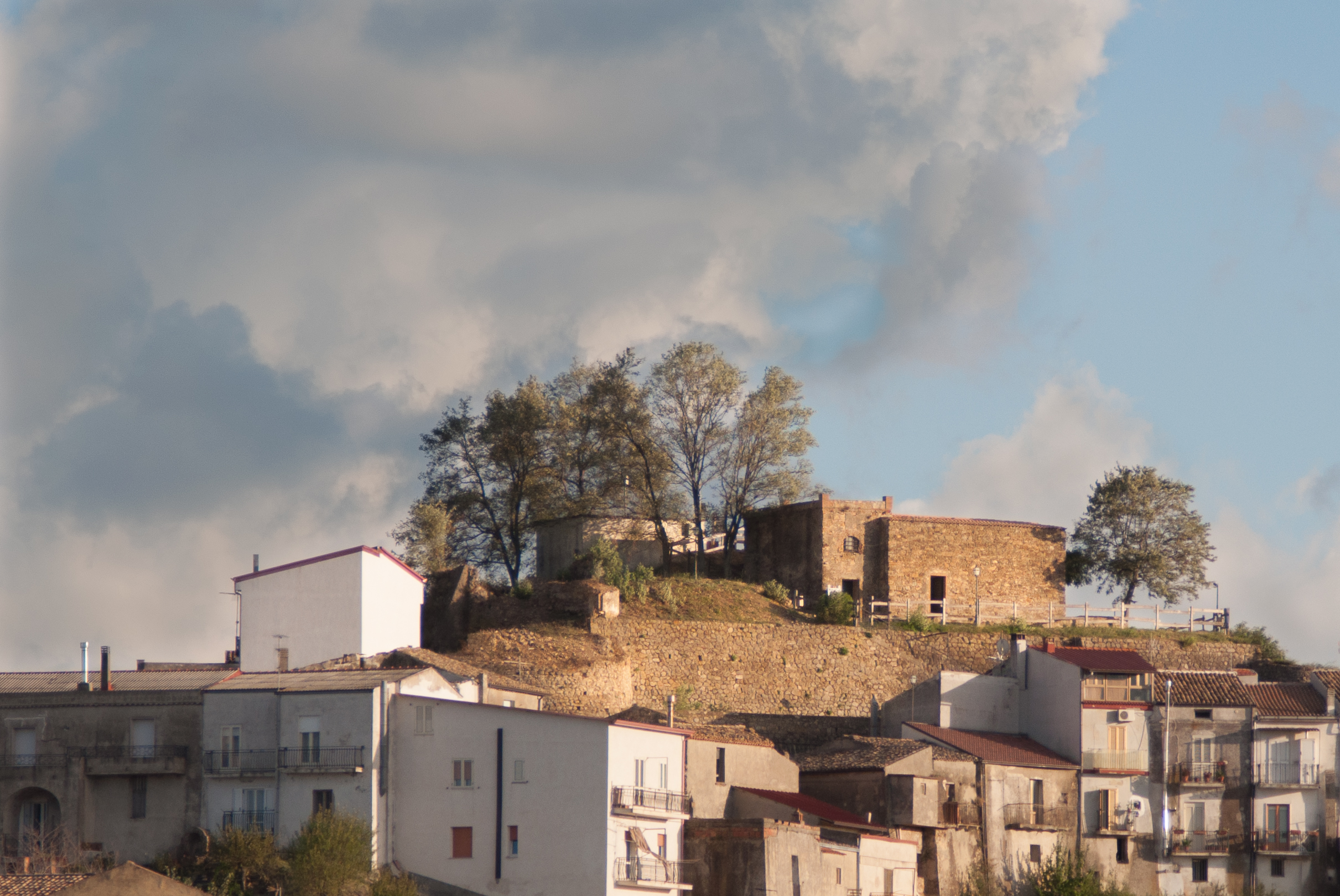
Pozůstatky hradu v Crucoli

V katastru Crucoli z roku 1784 je markýzův hrad popsán jako „velkolepý a nedobytný hrad, který se nachází uprostřed města a který jistě musel být královské stavby, a za takový je ve starých kronikách veden". Do tohoto hradu se stoupá po dlouhých, vznešených schodech, které tvoří falešné patro, po němž se dá vyjet i kočárem. Nakonec je zde nekryté atrium a tato budova je oddělena od hradu, s nímž komunikuje pomocí dřevěného mostu. Tento hrad je opevněn šesti baštami neboli věžemi, které směřují k různým bodům na obzoru ... Uprostřed tohoto hradu se nachází jakási pevnost či tvrz a hradby, které jsou velmi staré a opuštěné, se udržují již několik století. Pro pohodlí této velké pevnosti jsou zde tři cisterny, sklepy, šatny, obytné místnosti v patře velkého nádvoří a horní šlechtické pokoje, takže v případě potřeby se zde může ubytovat až tisíc lidí“.

### Palác Palopoli – radnice
Radnice je rozsáhlá civilní stavba, oddělená od hradu, v níž probíhaly hospodářské aktivity feudálních pánů. Podle některých názorů se v minulosti jednalo o klášter bratří řádu Minims v 15.–16. století (tato informace není doložena), který na počátku 19. století získala rodina Palopoli, která jej rozšířila a přeměnila na hlavní reprezentační sídlo obce. Ve druhé polovině 20. století se majitelé natrvalo přestěhovali z Crucoli; palác byl rozdělen a prodán různým majitelům; hlavní část je ve vlastnictví obce (polovina přízemí, první a druhé patro) a sídlí v ní radnice. V prvním patře lze obdivovat fresky z 19. století.

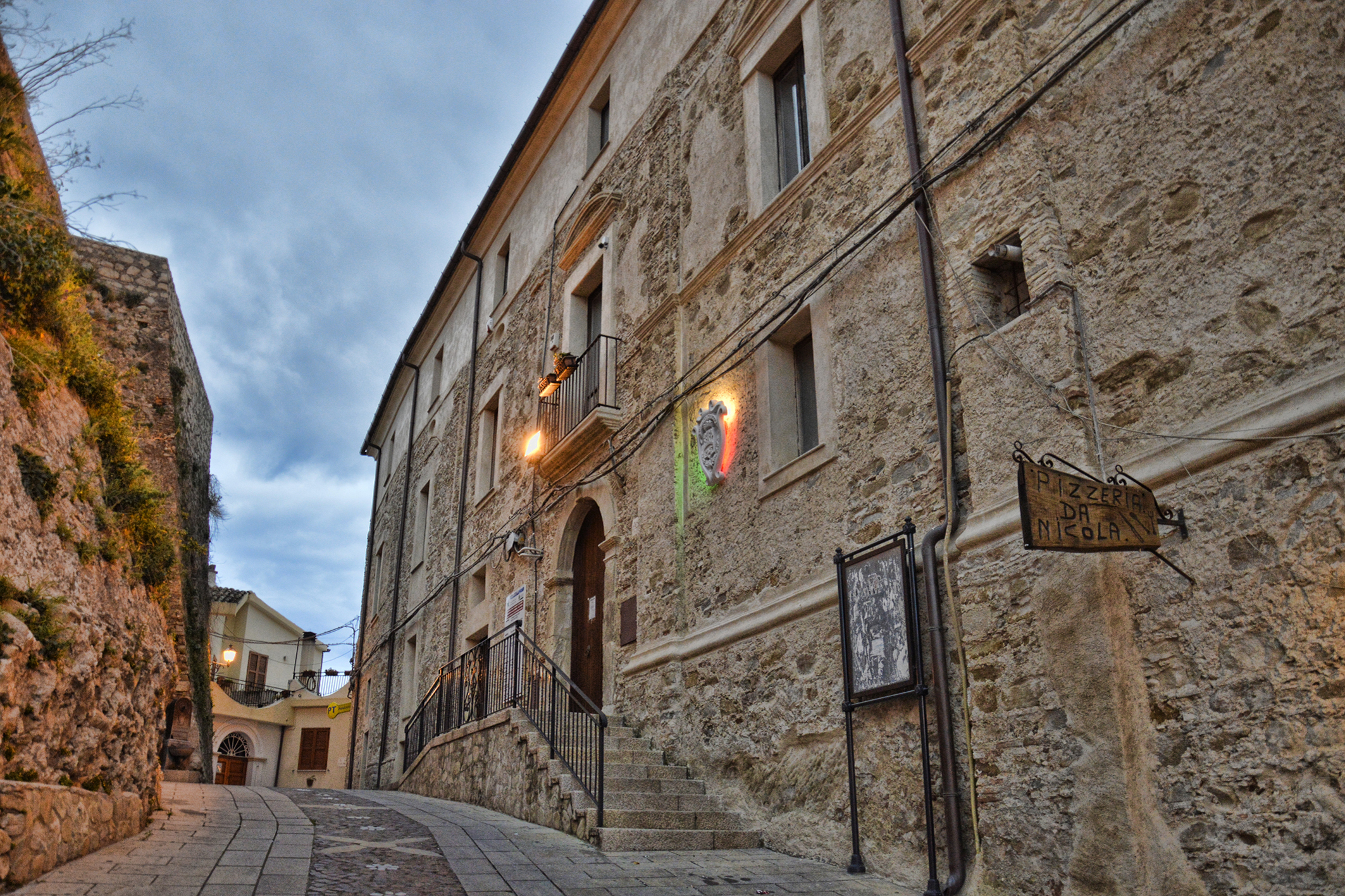
Radnice

Od roku 1996 prošel palác několika rozsáhlými rekonstrukcemi, které mu navrátily jeho původní vzhled.

## Samospráva
Přehled starostů obce Crucoli od roku 1921:
- 1921–1923: Francesco Punelli
- 1923–1923: Luigi Bianculli
- 1923–1924: Gaetano Lamanna
- 1924–1931: Vittorio Di Bartolo
- 1931–1939: Leonardo Di Bartolo
- 1939–1941: Ferruccio De Sessa
- 1941–1943: Leonardo Di Bartolo
- 1943–1944: Emanuele Ciocia
- 1944–1945: Gianpietro Celsi
- 1945–1946: Gaetano Paterno
- 1946–1951: Gianpietro Celsi
- 1951–1953: Giuseppe Scutifero
- 1953–1956: Raffaele D'Afflitto
- 1956–1960: Giuseppe Critelli
- 1960–1970: Giovanni Lamanna
- 1970–1980: Francesco Palopoli
- 1980–1995: Francesco Murano
- 1995–2004: Giuseppe Forciniti
- 2004–2014: Antonio Sicilia
- 2014–2018: Domenico Vulcano
- 2018–2021: Aldo Lombardo Salvatore Tedesco Francesco Giacobbe, mimořádný komisař
- 2021–dosud: Cataldo Librandi